# Gołębiewski
Gołębiewski, Gołębiewska – polskie nazwisko, w Polsce nosi je ponad 12 tys. osób.

## Znani Gołębiewscy
- Alojzy Gołębiewski (1927–1987) – profesor nauk chemicznych
- Arkadiusz Gołębiewski (ur. 1968) – filmowiec
- Daniel Gołębiewski (ur. 1987) – piłkarz
- Henryk Gołębiewski (ur. 1942) – polityk i samorządowiec
- Henryk Gołębiewski (ur. 1956) – aktor filmowy
- Hieronim Gołębiewski (1845–1918) – duchowny katolicki, pisarz i działacz regionalny
- Jerzy Gołębiewski (1927–1996) − duchowny katolicki
- Łukasz Gołębiewski (ur. 1971) – poeta dziennikarz i wydawca
- Marian Gołębiewski (1911–1996) – cichociemny, działacz opozycji w PRL
- Marian Gołębiewski (1937–2024) – biskup katolicki, metropolita wrocławski
- Marcin Gołębiewski (ur. 1978) – muzyk i kompozytor
- Ryszard Gołębiewski (1893–1968) – polski urzędnik i uczestnik konspiracji podczas II wojny światowej, prezydent Białegostoku
- Tadeusz Gołębiewski (1923–2010) – profesor nauk technicznych, żołnierz AK
- Tadeusz Gołębiewski (1943–2022) – przedsiębiorca
- Tomasz Gołębiewski (ur. 1967) – koncertmistrz, skrzypek i dyrygent
- Walter Wiesław Gołębiewski (ur. 1942) – działacz polonijny
- Wiesław Gołębiewski (ur. 1950) – polityk i nauczyciel
- Włodzimierz Gołębiewski (1915–1977) – dziennikarz i działacz sportowy